# Коронер
Коронер (англ. coroner від лат. coronarius) — в деяких країнах англо-саксонської правової сім'ї посадова особа, що спеціально розслідує смерті, які мають незвичайні обставини або які стались раптово, і безпосередньо визначає причину смерті.
Служба була заснована в 1194 р. для підтримки фінансових інтересів монарха в кримінальних справах. Буквально означає: «представник інтересів Корони» (лат. custos placitorum coronae).
Зазвичай коронер веде розслідування, коли є підозра у насильницьких діях, що спричинили смерть (як правило, збирає докази вбивства).
У деяких країнах коронер може виносити вирок самостійно або спиратися на очолювану ним групу слідчих. Наприклад, у Великій Британії коронер може передати матеріали справи на розгляд т. зв. коронерського суду у складі самого коронера і малого журі (6 присяжних), який заслуховує свідків і експертів; потім журі виносить вердикт про причини смерті. Коронерський суд вирішує лише одне питання — чи можна вважати смерть насильницькою (кримінальною). Якщо так, справа отримує подальший хід, і розглядається в традиційному суді. При встановленні незаперечного факту кримінальної смерті (вбивство, ДТП, травма на виробництві тощо) коронер відразу передає справу в суд. У деяких країнах без наявності вбивства коронер може винести рішення одноосібно.
Судово-медичний експерт та коронер — поняття нетотожні. Судовий медик — лікар, який пройшов спеціальне навчання після закінчення медичного факультету.
Коронери — зазвичай обирані громадою особи, часто з числа непрофесіоналів. Їх навчання — поняття досить відносне, досить поверхневе. Коронерна служба існує паралельно з судово-медичною, оскільки послуги професіонала — судового медика досить дорогі. Судово-медичних експертів у США готує далеко не кожен медичний вуз.
В Україні аналога коронерської служби не існує. Завдання, виконувані коронером, розділені між судово-медичною експертизою, попереднім слідством і судом. 